# Исхемија
Исхемија је стање у организму изазвано локалним прекидом крвотока, у којем поједина ткива не примају довољну количину кисеоника из крви због нарушене циркулације у крвним судовима који их опслужују.  Исхемија може бити акутна (изазвана потпуним прекидом циркулације) или хронична (изазвана непотпуним прекидом циркулације)

## Патофизиологија
Исхемија доводи до оштећења ткива у процесу познатом као исхемијска каскада. 
У току исхемичних промена испорука кисеоника ткивима је озбиљно нарушена, а значајно је отежано уклањање продуката метаболизма, као што су млечна киселина (лактати) и угљен-диоксид. Као резултат нагомилавања метаболичких отпадних производа јавља се, немогућност одржавања ћелијских мембрана, оштећење митохондрија и евентуално цурење аутолизујућих протеолитичких ензима у ћелију и околна ткива. 
Фосфокреатин је тај који спречава развој ацидозе превођењем фосфата до ADPa, регулишући ATP и користећи протоне. Код обичних мишићних ћелија у условима комплетне исхемије ATP опстаје у трајању од 1 до 2 часа. Насупрот срчаним мишићним ћелијама које и поред тога што поседују значајне извор фосфокреатинина у условима исхемије у трајању од 10 до 20 минута вредности AТP се значајно смањују. У поређењу са мишићима нервне ћелије садрже још мање вредности фосфокреатинина и бивају неповратно оштећене након озбиљне исхемије у трајању од 5 минута.
Обнављање снабдевања крвљу исхемијским ткивима може проузроковати додатно оштећење познато као реперфузиона повреда која може бити штетнија од почетне исхемије. Поновно успостављање крвотока враћа кисеоник у ткива, изазивајући већу производњу слободних радикала и реактивних врста кисеоника које оштећују ћелије. Такође реперфузија доноси више јона калцијума у ткива што узрокује даље преоптерећење калцијумом и може довести до потенцијално фаталних срчаних аритмија и такође убрзава самоуништење ћелије. Поновљени проток крви такође преувеличава запаљенски одговор оштећених ткива, узрокујући да бела крвна зрнца уништавају оштећене ћелије које би иначе могле бити очуване.

## Акутна исхемија
Акутна исхемија је нагли прекид артеријског крвотока, узрокован прскањем (цепањем), компресијом, тромбозом, емболијом или спазмом (грчењем) крвног суда.
У органима са терминалном (завршном) артеријском васкуларизацијом свака област ткива добија крв од само једне артерије која се грана у виду дрвета. У терминалне артерије спадају артерије бубрега, мозга, слезине као и срчане артерије, у односу на њихову функцију. Између појединих огранака терминалних артерија нема значајне анастомозе. Зато сваки прекид циркулације у оштећеном терминалном (завршном) крвном суду проузрокује потпуну блокаду прилива крви у област коју тај крвни суд снабдева, што има за последицу недостатак кисеоника и других хранљивих материја у ћелијама нападнутог ткива. Зато у акутној исхемији, слабија или одсутна васкуларизација (прокрвљеност) у нападнутом ткиву, може бити толико изражена да доведе до његове некрозе или изумирања.
Степен тежине поремећаја и последица у акутној исхемији после запушења артерије зависи од брзине настанка спазма или опструкције (запушења). Нагли прекид циркулације доводи до тешких оштећења. Ако се промене под дејство препреке одвијају полагано, могућа је компензација, коришћењем споредних и заобилазних путева, али само под претпоставком да постоје анастомозе.
Компензација није могућа код завршних или терминалних артерија (наведених у горњем тексту) јер оне не поседују анастомозе. Додуше у организму постоје и функционално-терминалне артерије, које имају анастомозе, али је њихова величина и густина недовољна да надокнади недостајући прилив крви.
Ако се бочне гране користе за заобилажење препреке (види горњу слику) и ако се прошире у одговарајућој мери настаје колатерални крвоток. За овај крвоток је карактеристично да се постојеће анастомозе проширују, али се никада не стварају нови крвни судови.
Акутна исхемија у терминалним крвним судовима проузрокује безкрвну ткивну некрозу која се назива;
- „бели инфаркт“ ако се некроза деси у у бубрегу,
- размекшање (мацерација) ако се некроза деси у мозгу,
- „црвени инфаркт“ ако се некроза деси у добро прокрвљеним органима који имају богату васкуларизацију (нпр у срцу, јетри, плућима).

## Хронична исхемија
Хронична исхемија је последица дуготрајног процеса у организму (примарне болести) који постепено због хроничних или субакутних промена њихових зидова сужава или стенозира лумен артерија, (као што се то нпр. дешава код атеросклероза, атерома, или запаљења артерија) и смањује проток крви. Како се стеноза артерија, и снабдевање крвљу развија постепено, не долази до некрозе, него настаје атрофија паренхима са умножавањем, хијалинозом и склерозом везивно-ткивног интерстицијума.
Иако нису у потпуности проучени сви процеси у хроничној исхемији, сматра се да је главна покретачка снага за некротички процес, ћелијску смрт, а врло вероватно и друге процесе, појава слободних радикала и пероксинитрита у раним или касним фазама исхемије.

### Хронична исхемија мозга
У мозгу хронични недовољни прилив крви доводи селективног ишчезавања ганглијских ћелија у кори, док глија и везивно ткиво остају очувани. Због тога се дефекти паренхима замењују пролиферисаном глијом. Тако настају ситни глиозни ожиљци, са сликом кортикалне грануларне атрофије мозга, која представља морфолошки еквивалент артериосклеротичној сенилној деменцији (лат. dementio senilis).

### Хронична исхемија у бубрегу и гуштерачи
Бубрег
У бубрезима у току исхемије долази до атрофије и дедиференцијације тубула, колапса капиларних петљи гломерула са облитерацијом гломерула и стварањем ожиљка. Често се развија и црвена грануларна атрофија, односно појава атеросклеротичног смежураног бубрега (лат. nephrosclerosis)
Гуштерача
У гуштерачи (панкреасу) у току исхемије долази до атрофије и ишчезавања ћелије паренхима и Лангерхансових острваца, са појавом њихове хијалинозе.

### Хронична исхемије срчаног мишића
Једна од најчешћих хроничних исхемија је исхемије срчаног мишића (миокарда) или ангина пекторис у срчаном мишићу због артеритисом изазваних промена на крвним судовима срца. Она по Луцаринију и Пицану може да настане на један од следећа три начина :
- 'због сужења (стенозе) епикардијалног дела коронарне циркулације
- хипертофије (увећања) миокарда која није праћена одговарајућим повећањем циркулације,
- због промена у микроциркулацији.

У патогенези миокардне исхемије може да буде укључен само један или комбинација два, па и сва три механизма. Тако на пример, болесник са атеросклеротичним обољењем коронарне циркулације може да има и хипертензивну хипертрофију леве срчане коморе, као и микроваскуларну болест због дијабетеса.

### Хронична исхемија удова
Она је једна од три најчешћих исхемија, поред срчане и мождане, која настаје као последице сужења, крвних судова у наведеним деловима тела.
Као последица хроничне исхемије може се прво у удовима јавити повремено храмање (интермитентна клаудикација), нпр због хроничног артеритиса. У каснијој фази болести болесницима са овом врстом исхемије прети и опасност од спазма (грчења) крвних судова или тромбозе (зачепљења), јер хронична исхемија може прећи у акутну са консеквентном некрозом (гангреном у појединим деловима уда). 
Сува или влажна гангрена (најчешће на удовима и у површинским ткивима) надовезује се на исхемијом претходно насталу некрозу инфекцијом некротичног ткива бактеријама.

## Терапија
Лечење зависи од узрока који је изазвао исхемију и њених последица:
Акутна исхемија
Примарно лечење у акутној исхемији захтева ургентну примену инвазивних метода у циљу уклањања узрок (емболектомија, балон катетеризација, уградња стента, скидање гипса ако је исхемија узрокована компресијом итд.) или побољшањем циркулације применом вазодилататорних лекова. 
Хроничне исхемија
У лечењу хроничне исхемије препоручује се:
- примена вазодилататорне и антикоагулантне терапије лековима,
- избегавање употребе токсичних материја које изазивају спазам (грч) крвних судова (дуван, боравак у загушљивим просторијама)
- дијетална исхрана која треба да спречи даљи развој и настанак тромбозе, атеросклерозе гојазности итд.
- хируршке интервенције (уградња стента, премошћавање графтом, периартеријална лумбална, дорзална, симпатектомија[8]).

Начелни принцип лечења исхемије
| Облик лечења                      | Процедуре - лекови |
| --------------------------------- | --- |
| Опште мере                        | - Утопљавање • Седативи • Престанак пушења • Витамин Д                                                                                                  |
| Орални вазодилататори             | - Блокатори Ca++ канала - Блокатори симпатичког нервног система                                                                                         |
| Антиоксиданти                     | - Витамин дневно - Витамин дневно |
| Трансдермални вазодилататори      | - Нитроглицерински фластери |
| Парентерални вазодилататори       | - Карбопростациклин, простагландин Е 1 (alprostadil [Prostin VR]).                                                                                      |
| Лекови у истраживању              | - Антагонисти 5-HT (тренутно се испитује у САД). - Азотни оксид (тренутно се испитује)                                                                  |
| Лекови са недоказаном ефикасношћу | - ACE-инхибитори}--(ангиотензин конвертујући ензими) - Блокатори ангиотензин рецептора , )) - Нитрати, (исосорбид динитрат ) - Биљни лекови, (Јохимбин) |
| Хируршке мера                     | - Симпатектомија (вратна, слабинска или дигитална) - Дебридман ране-улцерације - Ампутација (код појаве гангрене прстију)                               |
| Хипербарична оксигенација         | - Примена 100% медицинског кисеоника на увећаном притиску                                                                                               |